# Arginești, Mehedinți
Arginești este un sat în comuna Butoiești din județul Mehedinți, Oltenia, România.